# Christian Penda Ekoka
Christian Penda Ekoka,  né le 21 mars 1952 à Douala et mort le 7 août 2021 à Toronto, est un haut fonctionnaire camerounais, et ancien conseiller du Directeur du Cabinet Civil de Paul Biya  de 2010 a 2018. En 2018, contre toute attente, il décide de soutenir la candidature de l'opposition Maurice Kamto lors de la présidentielle camerounaise d'octobre 2018,.

## Biographie

### Enfance et débuts
Christian Penda Ekoka est économiste de formation, né le 21 mars 1952 à Douala. Il fait des études à Polytechnique de Montréal, de finances et de management.

### Background académique
Après le baccalauréat C qu’il passe brillamment au Collège Liberman de Douala, il est sélectionné en 1971 par l’Agence canadienne de développement international (ACDI), afin de poursuivre des études d’ingénieur au Canada. CPE est ingénieur diplômé de l’École Polytechnique de Montréal, et détenteur d’un diplôme d’études supérieures d’économie et de management et d’un MBA (option finance) de différentes universités canadiennes (McGill, Concordia).

## Expérience professionnelle
Rentré au Cameroun en 1978, CPE commence une carrière d’ingénieur aux Chemins de fer, puis rejoint la Société nationale d’investissement (SNI) où pendant une quinzaine d’années, il est investment officer et Directeur des Études et Projets. À ce titre, il initie et coordonne la réalisation de projets dans différents domaines industriels, agroindustriels et de service, parmi lesquels le Chantier naval et industriel du Cameroun, des complexes agro-sucriers, une conserverie alimentaire, complexes avicoles, une entreprise de pêche industrielle, le complexe hôtelier Hilton Yaoundé, etc. En 1991, il quitte la SNI pour créer une société de conseil International Business Development Service (InsightBDS), spécialisée dans le conseil en investissement, les politiques et stratégies industrielles, et dans le développement des projets de partenariat public privé.
CPE a effectué des missions dans plus de vingt-cinq pays d’Afrique et des Caraïbes pour le compte des Organisations internationales, parmi lesquelles le groupe de la Banque mondiale, la Banque africaine de développement, l’Organisation des Nations unies pour le développement industriel (ONUDI), le PNUD. Il a également effectué des missions d’études dans une quarantaine de pays d’Asie, d’Europe, d’Amérique et d’Afrique.
BDS a participé comme conseil à la réalisation de certains projets en PPP qui méritent d’être spécialement mentionnés, car ils sont des cas d’école soit en raison de la complexité de leur ingénierie juridique et financière, soit de par l’intérêt général suscité par la branche d’activité impliquée. On devrait mentionner à cet égard : 
(i) la construction du pipeline Tchad-Cameroun de 1050 km traversant le Tchad et le Cameroun permet d’exporter le pétrole exploité au sud du Tchad par un consortium pétrolier privé. Démarré en octobre 2003, le financement sans garantie souveraine de cet investissement de 2 milliards de dollars a mobilisé deux États, deux institutions multilatérales (Banque mondiale et BEI), un consortium privé et un syndicat de 18 banques commerciales, dans une sous-région réputée à haut risque ; 
(ii) la concession de la gestion de l’opérateur historique d’électricité au Cameroun la Société nationale d’électricité (SONEL) à un concessionnaire privé américain AES 
(iii) la concession par le Port autonome de Douala des droits pour le financement, le développement et la gestion d’une Infrastructure Intégrée d’information maritime ;
(iv) la concession par le Port Autonome de Douala de la gestion de son terminal conteneurs à un concessionnaire privé Douala International Terminal (DIT) ayant pour chef de file le groupe AP Moller-Maersk.
BDS a une longue histoire de collaboration avec 
(i) des institutions de financement multilatérales et bilatérales (e.g. Groupe Banque mondiale, BAfD, BID, AFD, CDC, DEG, FMO, BEI, BAD, IFU, etc.); 
(ii) des banques commerciales de réputation internationale telles que ABN AMRO Bank, Crédit Agricole IndoSuez, Crédit Commercial de France, etc.; 
(iii) des cabinets d’avocat de renom tels que Clifford Chance, Lovells, White and Case, 
(iv) des agences de couverture du risque politique en matière de transactions internationales telles que Eximbank, Sace, Ecgd, Edc, Ducroire, Hermès et Coface.

## Développement et organisation des séminaires de formation
Forte de son expérience multidisciplinaire accumulée sur plusieurs décennies, la société BDS organise des modules de formation diffusée à travers des séminaires et ateliers. Ceux-ci incluent des thématiques telles que : la préparation et l’évaluation de projets ; l’assistance à la création d’entreprises ; l’assistance à la reconversion des retraités ; l’ingénierie et la structuration des financements des projets PPP ; le développement du dialogue secteurs public privé ; la promotion de l’entrepreneuriat des jeunes ; les enjeux et défis énergétiques en Afrique centrale ; la compétitivité industrielle et le développement des clusters.

## Publications
Auteur de plusieurs études et articles sur les politiques de développement économique et industriel en Afrique. Il est également auteur de deux ouvrages : un guide pour les investisseurs au Cameroun « Cameroun, Terre d’hospitalité et d’opportunités » (qui est une source riche d’informations sur les potentialités d’investissement au Cameroun) et « Cameroun, vers le troisième millénaire », ouvrage écrit en 1997 pour préparer la jeunesse camerounaise à acquérir les armes nécessaires pour relever les défis du nouveau millénaire. Ouvrage en cours de réédition.

## Vie politique et sociale
Ancien membre du RDPC, qu'il a rejoint en 1996, Il a refusé de signer la pétition des dignitaires du Littoral pour un 7e mandat de Paul Biya à la tête du Cameroun. Il prône des réformes en profondeur.
En 2018, Christian Penda Ekoka  crée le mouvement AGIRACT dont la devise est « Prenons notre destin en main ». AGIR-ACT est un mouvement de la société civile dont la finalité est de permettre à ses membres de réaliser pleinement leurs capacités créatrices.
En juillet 2018, alors qu’il est toujours conseiller du Chef de l’État Paul Biya, et à la surprise générale, CPE annonce qu’il ne soutiendra pas sa candidature à l’élection présidentielle d’octobre 2018, et que AGIRACT apportera son soutien à Maurice Kamto, candidat du Mouvement pour la Renaissance du Cameroun (MRC). Une alliance politique naît dès lors entre ces deux organisations.
Le 28 janvier 2019, Christian Penda Ekoka est arrêté à Douala avec Maurice Kamto et Albert Dzongang, au domicile de ce dernier sans titre, à l’issue des marches pacifiques organisées à travers le pays le 26 janvier 2019 par le MRC, en vue de contester le résultat de l’élection présidentielle d’octobre 2018 (donnant la victoire à Paul Biya au détriment de Maurice Kamto), de revendiquer des enquêtes appropriées concernant les détournements massifs des fonds publics dans le cadre de la préparation de la CAN 2019, retirée au Cameroun, de plaider pour l’organisation d’un dialogue politique inclusif pour la résolution de la crise dans les régions anglophones du Nord-Ouest et du Sud-Ouest et, enfin, de prévenir toute passation de pouvoir de gré à gré à la tête du Cameroun. Ils seront détenus pendant neuf mois dans la prison principale de Kondengui, et libérés sans charges en octobre 2019.

## Vie familiale et hobbies
CPE est marié et père de trois enfants. Ses hobbies : musiques africaine, classique et jazz ; lecture et arts martiaux (ceinture noire yodan shotokan, membre de la Japanse Karate Association – JKA). Sa passion, c’est le développement. En effet, CPE aime à dire que tout au long de son parcours professionnel, à travers différents continents, il a été habité par une seule quête « Pourquoi certains pays se développent et d’autres pas ? ».